# Oreobates crepitans
Oreobates crepitans es una especie de anfibio anuro de la familia Craugastoridae.

## Distribución geográfica
Esta especie es endémica del estado de Mato Grosso en Brasil. Habita a unos 200 m de altitud en los municipios de Cuiabá y Chapada dos Guimarães.

## Publicación original
- Bokermann, 1965 : Tres novos batraquios da regiao central de Mato Grosso, Brasil (Amphibia, Salientia). Revista Brasileira de Biologia, vol. 25, p. 257-264.[5]